# Paralimnophyes arcticus
Paralimnophyes arcticus är en tvåvingeart som beskrevs av Lars Zakarias Brundin 1956. Paralimnophyes arcticus ingår i släktet Paralimnophyes och familjen fjädermyggor. Inga underarter finns listade i Catalogue of Life.